# Un monde ailleurs
Pour plus de détails, voir Fiche technique et Distribution.
Un monde ailleurs est un thriller dramatique franco-américain réalisé par Étienne Faure et sorti en 2020.

## Synopsis
Dans une forêt tropicale reculée d’Amérique du Sud, cinq garçons se lancent dans une longue marche pour aller à la rencontre d’un guérisseur mystérieux. À la suite d’une blessure, ils se retrouvent bloqués au bord d’une rivière au courant rapide

## Fiche technique
- Titre original : Un monde ailleurs
- Réalisation : Étienne Faure
- Scénario : Étienne Faure
- Photographie : Thomas Migevant
- Montage : Étienne Faure et Alexis Mallard
- Son : Thomas Van Pottelberge et Lucas Rollin
- Producteur : Stéphane Gizard et Étienne Faure
- Sociétés de production : Eivissa Productions et Bushwick Factory
- Pays d'origine :  France et  États-Unis
- Langue originale : français
- Format : couleur
- Genre : Thriller dramatique
- Durée : 90 minutes
- Dates de sortie :
  - France : 7 octobre 2020

## Distribution
- Pierre Prieur : Pierre
- Paul Bartel : Tom
- Émile Berling : John
- Alain-Fabien Delon : Charlie
- Ernst Umhauer : William